# Veinte de Noviembre, Tapachula
Veinte de Noviembre är en ort i Mexiko.   Den ligger i kommunen Tapachula och delstaten Chiapas, i den sydöstra delen av landet, 900 km sydost om huvudstaden Mexico City. Veinte de Noviembre ligger 397 meter över havet och antalet invånare är 4 309.
Terrängen runt Veinte de Noviembre är kuperad norrut, men söderut är den platt. Runt Veinte de Noviembre är det tätbefolkat, med 286 invånare per kvadratkilometer. Närmaste större samhälle är Tapachula, 8,2 km söder om Veinte de Noviembre. I omgivningarna runt Veinte de Noviembre växer huvudsakligen savannskog.